# الفساد في كوريا الشمالية
الفساد في كوريا الشمالية يحدث بمعدلات هي الأسوأ على مستوى العالم.
تحتل كوريا الشمالية المرتبة 172 من بين 180 دولة في مؤشر مدركات الفساد لعام 2023 لمنظمة الشفافية الدولية. تُصنف الدول الـ180 في المؤشر على مقياس من 0 ("فاسدة للغاية") إلى 100 ("نظيفة للغاية") وفقاً للفساد المتصور في القطاع العام، ثم تُرتب حسب درجاتها. الدولة التي يُنظر إلى قطاعها العام على أنه الأكثر فساداً تحتل المرتبة 180. استند تصنيف كوريا الشمالية لعام 2023 إلى درجة 17. كانت أفضل درجة 90 (المرتبة 1)، وكان متوسط الدرجة 43، وكانت أسوأ درجة 11 (المرتبة 180)، بالمقارنة مع الدرجات العالمية. كانت أعلى درجة بين دول منطقة آسيا والمحيط الهادئ 85، وسجلت متوسط الدرجة 45 وكانت أدنى درجة لكوريا الشمالية عند 17، بالمقارنة مع الدرجات الإقليمية.
يجرى التهرب عادةً من القواعد الصارمة والعقوبات القاسية التي يفرضها النظام، على سبيل المثال، ضد الوصول إلى وسائل الإعلام الأجنبية أو لتعديل أجهزة استقبال الراديو أو التلفزيون للوصول إلى وسائل الإعلام الأجنبية، عبر تقديم الرشاوى إلى الشرطة. وأصبح الإبلاغ عن الزملاء وأفراد الأسرة أقل شيوعاً.
اعترفت وسائل الإعلام الرسمية في كوريا الشمالية بالفساد الواسع النطاق في كوريا الشمالية، عندما عرضت الاتهامات ضد جانغ سونغ تايك بعد إعدامه في ديسمبر 2013. يذكر البيان الرشوة، وتحويل المواد، وبيع الموارد والأراضي، وتأمين الأموال وإهدار الأموال للاستخدام الخاص من قبل المنظمات الخاضعة لسيطرته.

## الملاحظات
1. ↑  أفغانستان، أستراليا، بنغلاديش، بوتان، كمبوديا، الصين، فيجي، هونج كونج، الهند، إندونيسيا، اليابان، لاوس، ماليزيا، جزر المالديف، منغوليا، ميانمار، نيبال، نيوزيلندا، كوريا الشمالية، باكستان، بابوا غينيا الجديدة، الفلبين، سنغافورة، جزر سليمان، كوريا الجنوبية، سريلانكا، تايوان، تايلاند، تيمور الشرقية، فانواتو، وفيتنام.